# 太子 (汉献帝)
太子，是汉献帝刘协的皇太子，后为山阳公的太子，名不详。曹操在《上杂物疏》中曾经提到“皇太子有纯银香炉四枚”、“皇太子杂纯银错七寸铁镜四枚”。太子先于刘协去世，他的儿子刘康继承了山阳公的爵位。